# Cozma, Mureș
Cozma (în maghiară Kozmatelke) este satul de reședință al comunei cu același nume din județul Mureș, Transilvania, România.

## Istoric
Satul Cozma este atestat documentar în anul 1231.

## Localizare
Localitate Cozma este situată la 20 km nord-nord-vest de municipiul Reghin, pe pârâul Agriș afluent al râului Luț